# São Bento do Sapucaí
São Bento do Sapucaí – miasto i gmina w Brazylii, w stanie São Paulo. Znajduje się w mezoregionie Vale do Paraíba Paulista i mikroregionie Campos do Jordão.